# Орлова, Екатерина Николаевна (волейболистка)
Екатерина Николаевна Орлова (р. 21 октября 1987, Калининград) — российская волейболистка, чемпионка Европы 2015. Центральная блокирующая. Мастер спорта России.

## Биография
Волейболом Екатерина Орлова начала заниматься в родном Калининграде у тренера Михаила Леньшина. В 2001 году перешла в спортивный интернат в Монино Московской области, после окончания которого до 2004 играла за московскую команду МГФСО В 2004 волейбольная команда МГФСО прекратила своё существование и один сезон Орлова провела, выступая в высшей лиге «А» за фарм-команду московского «Динамо». В дальнейшем Екатерина Орлова играла за различные клубы, но высших успехов добилась в белгородском «Университет-Технологе», выиграв с ним Кубок России 2008, и в омской «Омичке», с которой дважды становилась бронзовым призёром чемпионатов России. В 2015-м заключила контракт со швейцарским клубом «Волеро» (Цюрих). В 2017-2018 годах выступала за саратовский «Протон».
В 2018-2020 годах выступала за «Локомотив». В 2020 году перешла в московское «Динамо».
Большую часть своей игровой карьеры Екатерина Орлова провела на позиции диагональной нападающей и лишь в последние сезоны окончательно определилась со своей игровой функцией в качестве центральной блокирующей.
В 2005 Орлова выступала за молодёжную сборную России. Приняла участие в чемпионате мира среди молодёжных команд.
В 2015 году Екатерина Орлова дебютировала в национальной сборной России, став в её составе чемпионкой Европы, победителем розыгрыша Кубка Ельцина, серебряным призёром Гран-при и участницей Кубка мира.

### Клубная карьера
- 2001—2003 —  МГФСО-2 (Москва);
- 2003—2004 —  МГФСО (Москва);
- 2004—2005 —  РГСУ-ЦДМ (Москва);
- 2005—2006 —  «Факел» (Новый Уренгой);
- 2006—2007 —  «Динамо-Янтарь» (Калининград);
- 2007—2010 —  «Университет-Белогорье»/«Университет-Технолог» (Белгород);
- 2010—2011 —  «Динамо-Янтарь» (Москва);
- 2011—2015 —  «Омичка» (Омск);
- 2015—2017 —  «Волеро» (Цюрих);
- 2017—2018 —  «Протон» (Саратовская область);
- 2018—2020 —  «Локомотив» (Калининград);
- 2020—2021 —  «Динамо» (Москва).

## Достижения

### С клубами
- 3-кратный серебряный призёр чемпионатов России — 2019, 2020, 2021;
  - двукратный бронзовый призёр чемпионатов России — 2013 и 2014;
- победитель розыгрыша Кубка России 2008;
  - двукратный серебряный призёр Кубка России — 2014, 2020;
  - двукратный бронзовый призёр Кубка России — 2017, 2019.
- обладатель Суперкубка России 2019.
- двукратный победитель Кубка Сибири и Дальнего Востока — 2013 и 2014.
- двукратная чемпионка Швейцарии — 2016, 2017.
- двукратный обладатель Кубка Швейцарии — 2016, 2017.
- бронзовый призёр клубного чемпионата мира 2017.

### Со сборной России
- Чемпионка Европы 2015;
- серебряный призёр Гран-при 2015;
- участник розыгрыша Кубка мира 2015;
- победитель Кубка Ельцина 2015.